# Cimetière de Chigatsky
Le cimetière de Chigatsky (ou Chigʻatoy) est un cimetière musulman ouzbek d'un type nouveau, comportant des éléments typiques des cimetières européens comme la présence de pierres tombales. Créé en 1927 à Tachkent, le long de l'avenue Farabi, le cimetière a une superficie de cinq hectares. 
Des personnalités publiques de l'Ouzbékistan et des représentants éminents de l'intelligentsia ouzbèke y sont inhumés tels que  Sharof Rashidov, Usman Yusupov, Aibek, Gafur Gulam, Abdullah Kahhar, Izzat Sultan, Gafir Rakhimovich Rakhimov, Mukhtar Nasrullaevich Sultanov, Shirin Myradov, Ural Tansykbaev, Kamil Yarmatov, Zinnat Fatkhullin, Batyr Zakirov . 
Des personnalités ouzbèkes non musulmanes du monde artistique et scientifique sont également inhumées dans ce cimetière telles que l’Artiste du peuple de l'URSS Tamara Khanum, l'écrivain M. I. Sheverdin, la chanteuse et actrice Halima Nosirova et le directeur général de l'Association de construction aéronautique de Tachkent, Viktor Nikolaevich Sivets.